# Maggie Reilly
Maggie Reilly, født 15. september 1956 i Glasgow, er en skotsk sanger. Reilly er bedst kendt for sit samarbejde med komponisten Mike Oldfield fra 1980 til 1984, specielt for vokalen til sangene Family Man (1982), Moonlight Shadow (1983), Foreign Affair (1983) og To France (1984).
I 1992 debuterede hun med sit soloalbum, Echoes, hvorfra singlerne Everytime We Touch, Tears In The Rain og Wait var de mest succesfulde, efterfulgt af Midnight Sun i 1993, Elena i 1996 og Starcrossed i 2000. 
Maggie Reilly har også arbejdet sammen med mange andre, bl.a. Runrig og Smokie.
Albummet Save it for a Rainy Day er indspillet i Puk-Studierne ved Randers.

## Diskografi
- Echoes, 1992
- Midnight Sun, 1993
- All the mixes, 1996
- Elena, 1996
- Elena: The Mixes, 1997
- The Best of Maggie Reilly: There and Back Again, 1998
- Starcrossed, 2000
- Save It for a Rainy Day, 2002
- Rowan, 2006 (released on September 15th)